# Saint-Sulpice (Savoie)
Saint-Sulpice település Franciaországban, Savoie megyében. Lakosainak száma 820 fő (2022. január 1.). Saint-Sulpice Aiguebelette-le-Lac, Chambéry, Cognin, La Motte-Servolex, Nances és Vimines községekkel határos.

## Népesség
A település népessége az elmúlt években az alábbi módon változott:
| Lakosok száma | 801  | 777  | 783  | 760  | 752  | 747  | 771  | 796  | 820  |
|               | 2013 | 2015 | 2016 | 2017 | 2018 | 2019 | 2020 | 2021 | 2022 |